# Stop the music
『Stop the music』（ストップ・ザ・ミュージック）は日本の元女性歌手、安室奈美恵の単独名義では2枚目のシングル。

## 概要
- 「TRY ME 〜私を信じて〜」、「太陽のSEASON」に続くユーロビート路線第3弾。
- 「Stop the music」はイタリアのユーロビート歌手、ソフィ（Sophie）（英語版）の「STOP THE MUSIC」のカバー。
- 自身も出演していたフジテレビ系の深夜ドラマ『湘南リバプール学院』のオープニングテーマに起用された。
- 「太陽のSEASON」同様、CDの裏ジャケットにはSUPER MONKEY'S（現・MAX）の写真と「安室奈美恵 with SUPER MONKEY'S」の記載があり、一部の音楽番組でも同クレジットで出演していた。
- 「Stop the music (EXTENDED VERSION)」がアナログ盤に収録されている。
- 2018年現在、アルバムに収録されているのは、『DANCE TRACKS VOL.1』(NEW ALBUM MIX) と『ORIGINAL TRACKS VOL.1』(どちらも、東芝EMIから発売) と、1998年に発売されたベストアルバム『181920』(avexから発売) である。
- 次回作のフィジカルシングル「Body Feels EXIT」よりavex traxへレコード会社を移籍したため、東芝EMI時代の安室のフィジカルシングルとしては当作を以って最後のフィジカルシングルとなった。

## チャート成績
本作は累計53.1万枚を売り上げた（オリコン調べ）。累計出荷枚数は55万枚。

## 収録曲
1. Stop the music
作詞：渡辺なつみ
作曲：Claudio Accatino - Federico Rimonti - Roberto Gabrielli[注 2] [3] - Laurent Gelmetti
編曲：星野靖彦
2. GOOD-NIGHT
作詞：夏実唯
作曲：星野靖彦
編曲：松井寛
3. Stop the music (ORIGINAL KARAOKE)
4. GOOD-NIGHT (ORIGINAL KARAOKE)

## タイアップ
- Stop the music
  - フジテレビ系ドラマ「湘南リバプール学院」オープニングテーマ

## 収録作品
| 規格              | タイトル                                                  | 種類               | 備考                                                |
| 1. Stop the music | 1. Stop the music                                         | 1. Stop the music  | 1. Stop the music                                   |
| ----------------- | --------------------------------------------------------- | ------------------ | --------------------------------------------------- |
| CD                | DANCE TRACKS VOL.1                                        | オリジナルアルバム | ※ NEW ALBUM MIX (リミックスバージョン) として収録。 |
| CD                | ORIGINAL TRACKS VOL.1                                     | ベストアルバム     | 項目参照                                            |
| CD                | 181920                                                    | ベストアルバム     | 項目参照                                            |
| 映像作品          | AMURO NAMIE FIRST ANNIVERSARY 1996 LIVE AT MARINE STADIUM | ライヴ映像         | 項目参照                                            |
| 1. GOOD-NIGHT     |                                                           |                    |                                                     |
| CD                | ORIGINAL TRACKS VOL.1                                     | ベストアルバム     | 項目参照                                            |